# Remo Forrer
Remo Forrer (Hemberg, 2001. szeptember 8. – ) svájci énekes, a svájci The Voice harmadik évadának győztese. Ő képviselte Svájcot Watergun című dalával a 2023-as Eurovíziós Dalfesztiválon, Liverpoolban, ahol a huszadik helyen végzett.

## Magánélete
Hembergben született, kiskora óta érdeklődik a zene iránt, ekkor tanult meg fuvolán, harmonikán és zongorán játszani.

## Pályafutása
2020-ban jelentkezett a The Voice of Switzerland tehetségkutató műsor harmadik évadába, amit végül sikerült megnyernie. 2023. február 20-án az SRG SSR bejelentette, hogy őt választották ki, hogy képviselje Svájcot a következő Eurovíziós Dalfesztiválon. Versenydala, a Watergun 2023. március 7-én jelent meg. Először a május 9-én rendezett első elődöntőben versenyzett, ahonnan továbbjutott a május 13-i döntőbe és a huszadik helyen végzett.

## Diszkográfia

### Kislemezek
- 2020: Home
- 2021: Let Go
- 2021: Sweet Lies (Nehilo és Eastboys)
- 2022: Out Loud
- 2022: Another Christmas
- 2023: Watergun